# Antonio Reyna Manescau

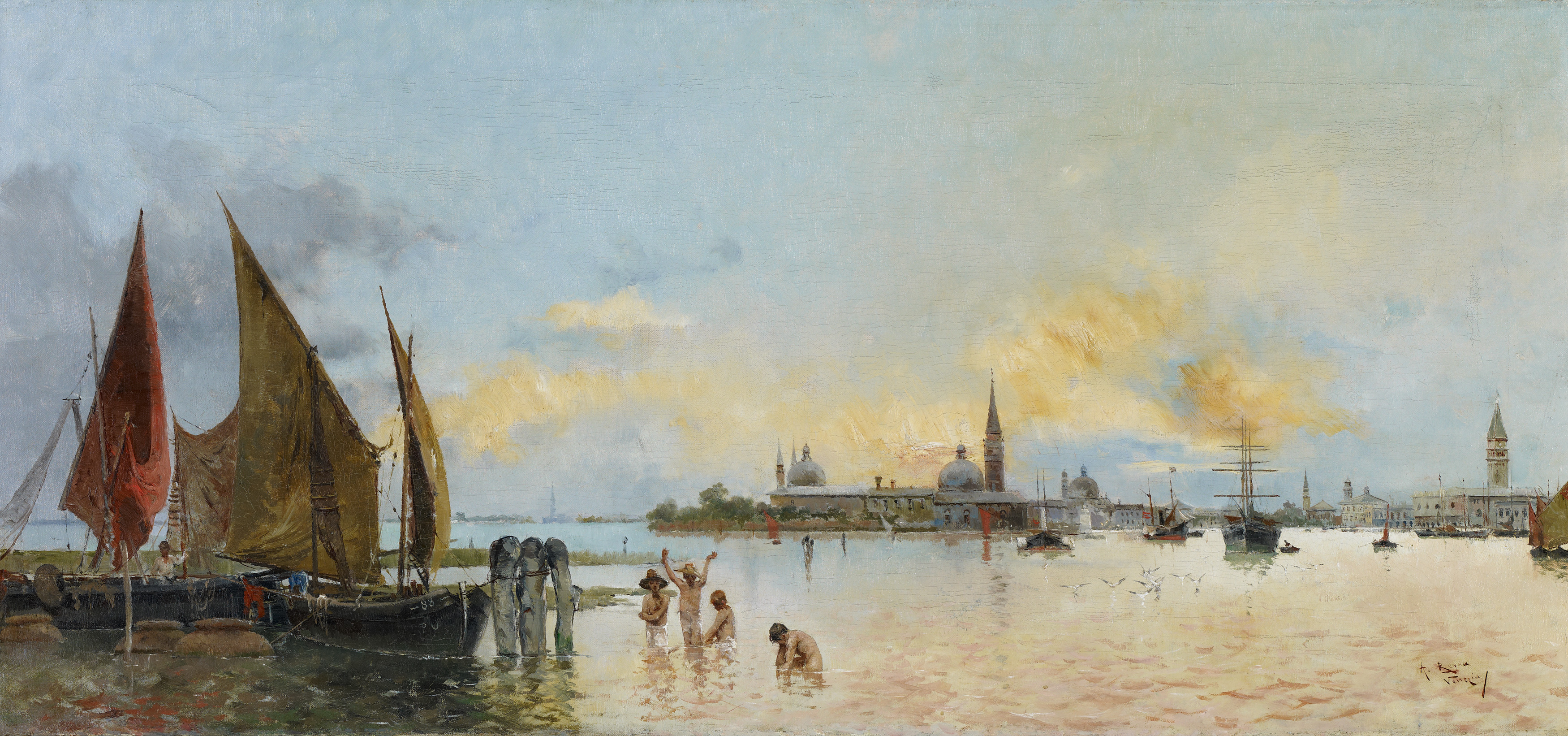
Antonio Reyna Manescau, Vista de Venecia, Museo Carmen Thyssen (Málaga)

Antonio María de la Concepción Reyna Manescau (Coín, 5 de diciembre de 1859-Roma, 3 de febrero de 1937) fue un pintor español radicado en Italia, conocido como El pintor de Venecia por haber realizado numerosos lienzos con técnica preciosista en los que se representa esta ciudad. 

## Biografía
Nacido en la localidad malagueña de Coín (Andalucía), fue uno de los diez hijos del matrimonio formado por Francisco Reyna Zayas (1825-1892) y Matile Manescau y Otsman (1823-1910). Sus padres disfrutaban de una buena situación social, y tanto su hermano Ricardo Reina como su tío José Reyna Zayas fueron alcaldes de Coín. Desde muy joven mostró gran afición por el dibujo, inició su formación artística en la Escuela de Bellas Artes de Málaga y en 1882 recibió una pensión de la Diputación Provincial para ampliar estudios en Italia. Se trasladó a Roma, ciudad en la que residió hasta su muerte y donde se casó con la cantante de ópera Beatriz Mililotti Desantis. En su obra proliferan las pinturas sobre paisajes venecianos como Canal de Venecia, Vista de Venecia, y Venecia en las que es más que evidente el gran preciosismo del pintor en este tipo de paisajes en los que no sólo se limita a escenas de canales, sino que también da una gran importancia a la arquitectura.
En la Exposición Nacional de Bellas Artes de 1887 presentó La Floralia, un cuadro desaparecido en la actualidad. En la Exposición Internacional de Bellas Artes de Roma que se celebró en 1911, presentó en el pabellón español un lienzo de grandes dimensiones titulado Rancho andaluz en el que se representa magistralmente una propiedad familiar conocida como Cortijo Ricardo. Esta obra se encuentra actualmente en el ayuntamiento de Coín. También están presentes sus obras en diversas colecciones privadas, como la Colección Bellver de Sevilla. o la Colección Pedrera Martínez con sede en el Palacio Sorzano de Tejada, Orihuela, la cual posee una acuarela y ocho óleos sobre lienzo inspirados en la temática veneciana. El Museo de Bellas Artes de Valencia cuenta con dos paisajes suyos: "Gran Canal" y "Palazzo Ducale".
Gran Canal. Antonio Reyna Manescau. Óleo sobre lienzo. 35 x 75 cm. Museo de Bellas Artes de Valencia. 